# Vallée de Zvouloun
La vallée de Zvouloun (hébreu: עמק זבולון), en français Zébulon, se situe dans le Nord d'Israël, le long du golfe de Haïfa. Elle s'étend sur 14 km, et est large de 9 km.
Elle est bordée au nord par le cours d'eau Naaman, à l'est par la Galilée, au sud par le mont Carmel et à l'ouest par la mer Méditerranée. Le seul port naturel d'Israël est situé dans la baie de Haïfa à l'embouchure de la rivière Kishon.

## Histoire
Au Xe millénaire avant notre ère, la mer Méditerranée était plus basse et le front de mer s'étendait à 10 km de la côte actuelle. C'est du VIIe au IVe millénaire que le niveau de la mer a atteint sa poussée maximum, immergeant complètement l'actuelle vallée de Zébulon. L'accumulation de sables marins au IIIe millénaire permet un nouveau développement à l'épopée cananéenne au Bronze ancien.
Son nom est mentionné dans la Bible, lors de la bénédiction de Jacob, au livre de la Genèse. Le nom de Zébulon est attaché à cette grande plage de sable, à la rivère Kishon et à la construction de bateaux.
Elle sert de cadre à l'une des nombreuses batailles menée par les Arabes contre les Croisés.
Le cours d'eau Kishon qui la traverse est l'origine des nombreux marécages de la vallée, causes de la malaria à de nombreuses époques dont celle des pionniers.

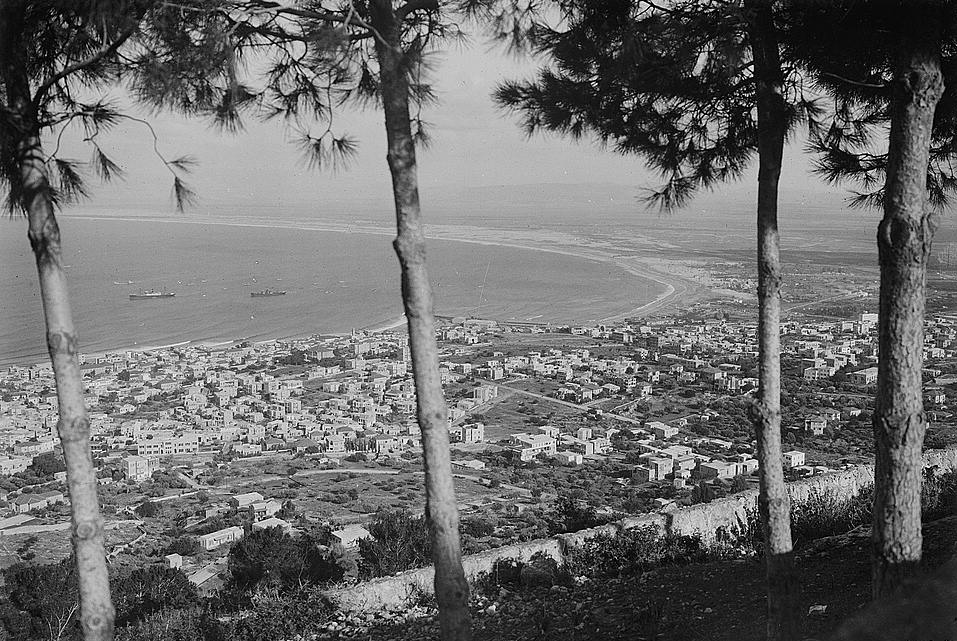
Une photo des années 1920

Les fondateurs du moshav Kfar-Hassidim décrivent en 1924 le paysage de la vallée de Zvouloun comme suit; "Des hauteurs, on peut admirer les rares oasis de verdure de la vallée de Zvouloun couverte de marécages et d'essaims de moustiques, porteurs de malaria".
Menahem Ussishkin rapporte les propos d'un membre de la communauté des Templiers; "La vallée de Zvouloun n'est pas faîte pour vous, les Juifs. Vous aimez vous accaparer des endroits déjà aménagés, ce qui n'est pas le cas de la vallée".
Le KKL se rend acquéreur des terres de la vallée de Zvouloun et transforme les marécages en région verdoyante.